# The Legend of Zelda: Ocarina of Time
The Legend of Zelda: Ocarina of Time (jap. ゼルダの伝説 時のオカリナ Zeruda no Densetsu Toki no Okarina) – wydana na konsolę Nintendo 64 gra wideo z serii The Legend of Zelda.

## Fabuła
W pierwszej fazie gry Link, chłopiec żyjący w wiosce w środku lasu Kokiri (Kokiri Forest), ma za zadanie odnaleźć trzy kamienie duchowe (Spiritual Stones); mają one posłużyć do ochrony Trójsiły (Triforce) – legendarnego źródła chroniącego przed Ganondorfem, który rzucił klątwę na miejsca, gdzie ukrywane są kamienie. Pierwszy kamień – Szmaragd Kokiri (Kokiri's Emerald) Link odnajdzie wewnątrz Drzewa Deku (Deku Tree), które opiekuje się wioską Kokiri, pokonując olbrzymiego pająka – Królową Gohmę (Queen Gohma). Rzucona klątwa jest zbyt silna i Drzewo Deku wkrótce umiera. W dalszej części gry Link opuszcza wioskę by udać się do zamku Hyrule (Hyrule Castle), ale tuż przed tą wyprawą spotyka Sarię, swoją przyjaciółkę, która daje mu w ramach prezentu pożegnalnego okarynę (Fairy Ocarina). W zamku Link spotyka księżniczkę Zeldę i zgadza się chronić pozostałe kamienie. Za radą Impy, opiekunki Zeldy, Link udaje się do wulkanu zwanego Górą Śmierci (Death Mountain). Po drodze mija wioskę Kakariko (Kakariko Village), z której pochodzi Impa. Dalej podąża ścieżką Góry Śmierci (Death Mountain Trail) do miasta Goronów (Goron City), rasy istot żywiących się kamieniami. Po zagraniu melodii na okarynie królowi Goronów, zwanego Darunią, ten decyduje się nam zaufać i prosi o uwolnienie kopalni kamieni (skąd czerpane jest pożywienie) od stwora, który tam się rozpanoszył – Króla Dodongo (King Dodongo). Po wykonaniu tego zadania Darunia i Link stają się braćmi krwi (Sworn Brothers), dostajemy też kolejny kamień – Rubin Goronów (Goron's Ruby). Link udaje się do siedziby wodnego ludu Zora (Zora's Domain). Na miejscu okazuje się, że córka króla Zory, księżniczka Ruto, została połknięta przez Lorda Jabu-Jabu (żywe bóstwo ludu Zora) podczas karmienia. Link udaje się do wnętrza Jabu-Jabu (Jabu-Jabu's Belly) i ratuje księżniczkę Ruto przed potworem Barinade; ta daje mu trzeci kamień – Szafir Zory (Zora's Sapphire) w ramach... prezentu zaręczynowego. Link wraca do zamku Hyrule; widzi, że księżniczka Zelda wraz z Impą ucieka przed Ganondorfem. Zelda w ostatnim momencie wrzuca do fosy jakiś przedmiot, który Link po wyłowieniu identyfikuje jako Okarynę Czasu (Ocarina of Time). Dzięki niej i trzem kamieniom otwiera Wrota Czasu w Świątyni Czasu, gdzie czekać ma Trójmoc... Jednak tu pojawia się niespodzianka – Po wyjęciu z piedestału Miecza Mistrza (Master Sword) przez Linka Ganondorf zagarnia ją dla siebie.
Link budzi się w dziwnym, onirycznym miejscu i spotyka Rauru – Mędrca Światła (Sage of Light). Rauru wtajemnicza Linka w to, co się do tej pory stało – Ganondorf przejął tylko część Trójmocy – ale za jej pomocą w ciągu siedmiu lat podporządkował sobie całą krainę Hyrule. Link jako dziecko nie byłby w stanie mierzyć się z potęgą Ganondorfa – dlatego zamknięto jego duszę na siedem lat, do czasu, aż ciało będzie w stanie podjąć stawiane mu wyzwania. Zadaniem Linka jest obudzić pozostałych pięciu Mędrców znajdujących się w świątyniach – ich połączona siła będzie zdolna do pokonania Ganondorfa. Rauru wysyła Linka do rzeczywistego świata; ta część gry zaczyna się w Świątyni Czasu, a Link (już jako dorosły) jest wyposażony w Miecz Mistrza, który wbity z powrotem w piedestał przenosi Linka siedem lat wstecz, do jego dziecięcego ciała.
Link w Świątyni Czasu spotyka Sheika – tajemniczą, zamaskowaną postać, która udziela mu wskazówek co do dalszej wędrówki. Link udaje się do wioski Kakariko, gdzie schronili się mieszkańcy zrujnowanego przez Ganondorfa zamku Hyrule. Tam w wyścigu z duchem grabarza (Dampe) wygrywa harpun (Hookshot), przyrząd, dzięki któremu może się dostać do Świątyni Lasu (Forest Temple), mieszczącej się w głębi Lasu Kokiri. Okazuje się, że Saria została porwana przez ducha zamieszkującego Świątynię. Duchem okazuje się wysłannik Ganondorfa – Widmo Ganona (Phantom Ganon). Link go pokonuje, a Saria budzi się jako Mędrzec Lasu (Sage of Forest). Również cały las Kokiri zostaje uwolniony od wpływu Ganondorfa – i martwe Drzewo Deku ożywa, wypuszczając odrost – Deku Tree Sprout.
Kolejnym etapem wędrówki jest Góra Śmierci, gdzie postrach sieje obudzony przez Ganondorfa starożytny smok – Volvagia. W mieście Goronów Link spotyka syna Darunii, który również nazywa się Link. Otrzymuje od niego odporną na gorąco Czerwoną Tunikę Goronów (Goron Tunic). Darunia wyrusza by pokonać smoka do Świątyni Ognia (Fire Temple) – jednak czyni to nie mając legendarnej broni – Megatonowego Młota (Megaton Hammer). Link w Świątyni odnajduje Młot i pokonuje smoka, a Darunia budzi się jako Mędrzec Ognia (Sage of Fire).
Link wraca do siedziby Zor, ale znajduje tam wszystko skute lodem – efekt czaru Ganondorfa. Link udaje się do Lodowej Jaskini (Ice Cavern) by odnaleźć Żelazne Buty (Iron Boots), a od odmrożonego króla Zory dostaje Niebieską Tunikę Zory (Zora Tunic), umożliwiającą oddychanie pod wodą – przedmioty niezbędne do dostania się do Świątyni Wody (Water Temple). Link dociera do jeziora Hylia (Lake Hylia) i odnajduje świątynię – źródłem klątwy rzuconej na lud Zora jest Morpha – potwór, który się w niej zagnieździł. Wewnątrz Link znajduje księżniczkę Ruto, która sama chce przerwać klątwę... Nie udaje jej się to – Link pokonuje wodnego potwora i jezioro na powrót napełnia się wodą, a lód również z czasem się roztopi. Księżniczka Ruto budzi się jako Mędrzec Wody (Sage of Water).
Link wraca do wioski Kakariko, która cała stoi w płomieniach. Niedaleko studni stoi Sheik i Link chce z nim porozmawiać, jednak Sheik zostaje zaatakowany przez cień, który wypełzł ze studni. Link rusza na pomoc, jednak przegrywa i traci świadomość. Kiedy się budzi, padający deszcz już gasi płomienie, a Sheik wyjaśnia, że oto wydostał się kolejny groźny potwór – jednak Link nie jest w stanie dotrzeć do Świątyni Cienia (Shadow Temple), gdzie skrył się nowy wróg. Impa wyruszyła by odnowić złamane pieczęcie, a Link musi cofnąć się w czasie, by znaleźć Lupę Prawdy (Lens of Truth) i móc przejrzeć iluzje w Świątyni Cienia. Link jako dziecko udaje się do studmi w wiosce Kakariko i znajduje Lupę Prawdy, by potem – już jako dorosły – wkroczyć do Świątyni Cienia. Na jej końcu pokonuje utworzoną z cienia bestię – Bongo Bongo. Impa budzi się jako Mędrzec Cienia (Sage of Shadow).
Link podróżuje w rodzinne strony Ganondorfa – do Fortecy Gerudów (Gerudo Fortress), gdzie po kilku perypetiach zyskuje szacunek żyjących tam Gerudanek i przekracza pustynię – Nawiedzone Pustkowie (Haunted Wasteland), by dotrzeć do Pustynnego Kolosa (Desert Colossus) – miejsca, gdzie zniajduje się ostatnia świątynia – Świątynia Ducha (Spirit Temple). Za radą Sheika (i dzięki melodii teleportującej do tego miejsca) Link wkracza do świątyni jako dziecko – i spotyka Nabooru, przywódczynię Gerudo, która weszła tutaj, by zdobyć skarb dający wielką siłę. Link dokonuje tego i wraca do Nabooru, ale ta zostaje porwana przez dwie czarownice: siostry Kotake i Koume, matki chrzestne Ganondorfa. Link wraca do świątyni jako dorosły i dociera do sióstr, które wysyłają ku niemu zakutego w pancerz sługę. Po pokonaniu go Link odkrywa, że jest to poddana praniu mózgu Nabooru. Kotake i Koume widząc, że Nabooru przegrała, zabijają ją jednym ze swoich czarów. Link rusza do walki z siostrami, odbijając za pomocą nowej, lustrzanej tarczy (Mirror Shield) ich ataki. Siostry łączą się w jedną istotę – Twinrova – ale i z tej walki Link wychodzi zwycięsko. Nabooru budzi się jako Mędrzec Ducha (Sage of Spirit).
Przed ostateczną konfrontacją z Ganondorfem Link udaje się do Świątyni Czasu na spotkanie z Sheikiem, który zdradza Linkowi, kto posiada poszczególne części Trójmocy. Później okazuje się, że Sheik to księżniczka Zelda, ukrywająca się przed Ganondorfem. Zelda przekazuje Linkowi Świetliste Strzały (Light Arrows), które mają zniszczyć Ganondorfa. Ten jednak korzysta z chwili nieuwagi Zeldy i porywa ją do swojego zamku, zamykając ją w krysztale. Link udaje się do Zamku Ganondorfa (Ganondorf's Castle) zbudowanego na miejscu starego zamku Hyrule, a wszyscy Mędrcy tworzą most, dzięki któremu można do zamku wkroczyć. Link dzięki Świetlistym Strzałom otrzymanym od księżniczki Zeldy oraz medalionom otrzymanym od Mędrców łamie bariery ochraniające wieżę Ganondorfa (Ganondorf's Tower) i dociera do najwyższej komnaty wieży, gdzie toczy z nim walkę. Pokonany Ganondorf ostatkiem sił chce pogrzebać Linka i uwolnioną Zeldę w ruinach swojej wieży – lecz obydwojgu udaje się uciec. Ganondorf wykorzystuje Trójmoc Mocy – tę część którą posiada, wydostaje się z zamkowych ruin i transformuje się w wielkiego potwora – Ganona. Link toczy z nim długą walkę. Gdy dostatecznie osłabia Ganona, uderzają wszyscy Mędrcy zamykając go w innym wymiarze. Ten poprzysięga zemstę, gdyż Trójmoc Mocy nadal jest w jego posiadaniu.
Link zwraca Miecz Mistrza na piedestał zamykając przejście przez czas. Ganondorf znika ze świata a wszelkie rzucone przez niego klątwy zostają zdjęte. Link wraca do swojego życia, jednak na sam koniec ponownie spotyka się z księżniczką Zeldą...

## Rozgrywka
Gra, choć umieszczona w środowisku 3D, kontynuuje tradycje serii Legend of Zelda. Przejawia się to między innymi przedstawieniem potworów obecnych w poprzednich częściach serii za pomocą grafiki 3D (do czasu Ocarina of Time wszystkie miały grafikę 2D) czy powieleniem mechaniki gry.
Schemat gry polega na odwiedzaniu kolejnych lokacji, odnalezieniu wejścia do labiryntu, rozwiązanie umieszczonych w nim zagadek wymagających nie tylko zręczności, ale również użycia posiadanych przedmiotów, odnalezienie pomieszczenia z bossem labiryntu (wielki, szczególnie silny potwór) i pokonanie go. Często wykonanie tych czynności wymagać będzie odnalezienia nowego przedmiotu (np. proca, łuk, lustrzana tarcza) lub pokonania tzw. sub-bossa – również silnego potwora, znajdującego się w jednym z pomieszczeń labiryntu. Przeważnie rozwiązanie zagadek w jednym pomieszczeniu umożliwia nam wejście do kolejnego, ale często się zdarza, że do otworzenia kolejnej partii labiryntu jest konieczne wykonanie odpowiednich akcji w różnych pomieszczeniach i dopiero połączony efekt otworzy drzwi.

## Produkcja
Zapowiedzi gry pojawiły się wraz z premierą konsoli Nintendo 64 w czerwcu 1996 roku – wydanie gry pierwotnie planowane było na grudzień 1996, pojawiły się wtedy również pierwsze screeny z powstającej wersji. Termin premiery był jednak wielokrotnie przekładany, gdyż projektant gry, Shigeru Miyamoto, postępując zgodnie z ówczesną polityką wydawniczą Nintendo „mało, a dobrze” starał się dopracować grę w najdrobniejszych szczegółach. Japońska premiera gry miała miejsce 21 listopada 1998 roku, anglojęzyczna wersja przeznaczona na rynki obsługujące system NTSC (czyli głównie USA) weszła do sprzedaży dwa dni później. Premiera europejska miała miejsce tuż przed Bożym Narodzeniem, 18 grudnia 1998.

## Odbiór
O sukcesie gry świadczy między innymi ocena 40/40 w Famitsu, najważniejszym japońskim magazynie poświęconym grom wideo (była to pierwsza taka ocena w wieloletniej historii tego pisma). Średnia ocen w serwisie GameRankings wynosi 97,54%, a w agregatorze Metacritic 99/100 punktów. Ocarina of Time sprzedała się w nakładzie 7,6 mln egzemplarzy i doczekała się kontynuacji na konsolę Nintendo 64 pod tytułem The Legend of Zelda: Majora’s Mask.